# 1,10-癸二醇
1,10-癸二醇是化学式 C10H22O2的醇。

## 制备
1,10-癸二醇可以由癸二酸二甲酯在乙醇里和三氯化铈催化下被硼氢化钠还原而成。这个反应的时间为一天，产率 93%。四丁基硼氢化铵还原二硫代癸二酸二乙酯的产物也是1,10-癸二醇。癸二酸二乙酯在液氨中的电化学还原也可以制备1,10-癸二醇，产率 95%。
癸二酸和硼氢化二异丙基钛(III)（(iPrO)2TiBH4，由二氯二异丙基钛和苄基三乙基硼氢化铵在二氯甲烷原位反应产生）的反应也能合成1,10-癸二醇。

## 性质
1,10-癸二醇是难溶于水的白色固体。它的熔点是81.7 °C，熔化热 44.0 kJ·mol−1（252.6 J·g−1）。这个分子有锯齿状结构。

## 反应
1,10-癸二醇的溴化会生成1,10-二溴癸烷，而和氯化亚砜的反应则产生1,10-二氯癸烷。
1,10-癸二醇、碘和氨水反应会生成癸二腈，产率高达 99%。

## 用处
1,10-癸二醇和其异构体1,9-癸二醇和1,2-癸二醇一样都是土壤硝化作用的抑制剂，可以减少土壤氮的流失，也避免了农田硝化作用造成的环境问题。这些二醇也会高度抑制亚硝化微生物，即使在低剂量时也是如此。